# Бэрри, Брайан
Брайан Бэрри (англ. Brian Barry; 13 января 1936, Лондон — 10 марта 2009 года, там же) — британский социальный философ и политолог.

## Биография
Образование получил в Королевском колледже Оксфордского университета (бакалавр, 1958; доктор, 1964).
Преподавал в многих университетах мира: Бирмингемском университете (1960), Гарвардском университете (1961—1962), Килском университете (1962—1964), Саутгемптонском университете (1963—1965), Оксфордском университете (1966—1969, 1972—1975), Эссекском университете (1969—1972), Университете Британской Колумбии (1975—1976), Стэнфордском университете (1976—1977), Чикагском университете (1977—1982), Калифорнийском технологическом институте (1982—1986), Европейском университетском институте во Флоренции (1986—1987), Лондонской школе экономики и политических наук (1987—1998) и Колумбийском университете (с 1998).

## Признание
- Член Американской академии искусств и наук (1978)
- Член Британской академии (1988)
- Премия Юхана Шютте в политических науках (2001)
- В 2014 году Британская академия, издательство Кембриджского университета и Британский политологический журнал учредили ежегодную премию в области политологии в честь Брайана Бэрри[2]